# 2014 FC69
2014 FC69 est un objet épars, possiblement en résonance 3:11 avec Neptune[réf. nécessaire], faisant partie de la douzaine d'objets connus (en 2021) les plus lointains (comètes mises à part).

## Caractéristiques
2014 FC69 mesure environ 500 kilomètres de diamètre, ce qui en fait un candidat au statut de planète naine.